# Concerto per Viareggio
Il Concerto per Viareggio è stato un concerto di iniziativa benefica che si è svolto il 19 agosto 2009 allo Stadio dei Pini di Viareggio in provincia di Lucca, a seguito del grave incidente ferroviario avvenuto a Viareggio il 29 giugno dello stesso anno.

## L'organizzazione
L'idea di organizzare questo concerto nasce da Mimmo D'Alessandro e Zucchero Fornaciari. L'evento è stato realizzato in collaborazione con il Comune di Viareggio, quindi con il sostegno del Sindaco Luca Lunardini. A sostenere il progetto anche un Comitato di personalità eccellenti della città:
- Paolo Vaglio, presidente Lions Club Versilia Host
- Pierluigi Collina, che è stato designato a presiedere la ONLUS nata per l'occasione e che ha avuto il compito di coordinare la destinazione dei fondi raccolti con il concerto

## Il concerto
Il concerto ha avuto luogo il 19 agosto 2009 presso lo Stadio dei Pini. Lo spettacolo ha avuto inizio alle 20:30 e la serata è stata caratterizzata da esibizioni singole e in collaborazione tra i vari artisti.

## Artisti aderenti
Di seguito sono riportati i nomi degli artisti aderenti all'evento:
- Zucchero Fornaciari
- Sting
- Renato Zero
- Irene Fornaciari
- Noemi
- Malika Ayane
- Alexia
- Jeff Beck
- Matteo Becucci
- Mario Biondi
- Andrea Bocelli
- Solomon Burke
- Pierluigi Collina
- Carlo Conti
- Beppe Carletti
- Pino Daniele
- Jim Kerr
- Andrea Griminelli
- J-Ax
- Jury
- Karima
- Eric Lewis
- Marcello Lippi
- Mario Schilirò
- James Thompson
- Coro voci bianche del Festival Puccini
- Antonello Venditti
- Derek Wilson